# Spelartrupper under världsmästerskapet i fotboll för klubblag 2013
Spelartrupperna under världsmästerskapet i fotboll för klubblag 2013 fick bestå av 23 spelare, varav 3 målvakter. Vardera lag skulle innan den 25 oktober 2013 skicka in en provisorisk lista med 35 spelare, varav 4 målvakter, till Fifas sekretariat. En lista över 23 spelare, varav 3 målvakter skulle lämnas in till Fifas sekretariat före den 29 november 2013.
Vardera spelare i ett lag skulle på förhand få en siffra tilldelat mellan 1 och 23. Siffran 1 var reserverat för en av målvakterna. Spelarna var tillåtna att spela med högre spelarsiffror än 23 om de i laget spelade med ett eget valt nummer i landets fotbollsliga.

## Al-Ahly
Tränare:  Mohamed Youssef
| Nr | Land    | Pos | Namn          |
| -- | ------- | --- | ------------- |
| 1  | Egypten | MV  | Sherif Ekramy |
| 13 | Egypten | MV  | Abd El-Moneam |
| 16 | Egypten | MV  | Abou El-Saoud |

| Nr | Land    | Pos | Namn          |
| -- | ------- | --- | ------------- |
| 1  | Egypten | MV  | Sherif Ekramy |
| 13 | Egypten | MV  | Abd El-Moneam |
| 16 | Egypten | MV  | Abou El-Saoud |

| Nr | Land    | Pos | Namn               |
| -- | ------- | --- | ------------------ |
| 2  | Egypten | F   | Sabri Rahil        |
| 3  | Egypten | F   | Rami Rabia         |
| 4  | Egypten | F   | Sherif Abdel-Fadil |
| 6  | Egypten | F   | Wael Gomaa ()      |
| 12 | Egypten | F   | Ahmad Shedid       |
| 20 | Egypten | F   | Saad Samir         |
| 23 | Egypten | F   | Mohamed Nagieb     |

| Nr | Land    | Pos | Namn               |
| -- | ------- | --- | ------------------ |
| 2  | Egypten | F   | Sabri Rahil        |
| 3  | Egypten | F   | Rami Rabia         |
| 4  | Egypten | F   | Sherif Abdel-Fadil |
| 6  | Egypten | F   | Wael Gomaa ()      |
| 12 | Egypten | F   | Ahmad Shedid       |
| 20 | Egypten | F   | Saad Samir         |
| 23 | Egypten | F   | Mohamed Nagieb     |

| Nr | Land    | Pos | Namn              |
| -- | ------- | --- | ----------------- |
| 7  | Egypten | MF  | Manga             |
| 8  | Egypten | MF  | Shehab Ahmed      |
| 10 | Egypten | MF  | Ahmed Shoukry     |
| 11 | Egypten | MF  | Walid Soliman     |
| 19 | Egypten | MF  | Abdallah Said     |
| 22 | Egypten | MF  | Mohamed Aboutrika |
| 24 | Egypten | MF  | Ahmed Fathy       |
| 25 | Egypten | MF  | Hossam Ashour     |
| 27 | Egypten | MF  | Trezeguet         |

| Nr | Land    | Pos | Namn              |
| -- | ------- | --- | ----------------- |
| 7  | Egypten | MF  | Manga             |
| 8  | Egypten | MF  | Shehab Ahmed      |
| 10 | Egypten | MF  | Ahmed Shoukry     |
| 11 | Egypten | MF  | Walid Soliman     |
| 19 | Egypten | MF  | Abdallah Said     |
| 22 | Egypten | MF  | Mohamed Aboutrika |
| 24 | Egypten | MF  | Ahmed Fathy       |
| 25 | Egypten | MF  | Hossam Ashour     |
| 27 | Egypten | MF  | Trezeguet         |

| Nr | Land        | Pos | Namn               |
| -- | ----------- | --- | ------------------ |
| 9  | Egypten     | A   | Emad Moteab        |
| 17 | Egypten     | A   | Amr Gamal          |
| 18 | Egypten     | A   | Al-Sayed Hamdy     |
| 26 | Mauretanien | A   | Dominique Da Silva |

| Nr | Land        | Pos | Namn               |
| -- | ----------- | --- | ------------------ |
| 9  | Egypten     | A   | Emad Moteab        |
| 17 | Egypten     | A   | Amr Gamal          |
| 18 | Egypten     | A   | Al-Sayed Hamdy     |
| 26 | Mauretanien | A   | Dominique Da Silva |

## Atlético Mineiro
Tränare:  Cuca
| Nr | Land      | Pos | Namn     |
| -- | --------- | --- | -------- |
| 1  | Brasilien | MV  | Victor   |
| 23 | Brasilien | MV  | Lee      |
| 87 | Brasilien | MV  | Giovanni |

| Nr | Land      | Pos | Namn     |
| -- | --------- | --- | -------- |
| 1  | Brasilien | MV  | Victor   |
| 23 | Brasilien | MV  | Lee      |
| 87 | Brasilien | MV  | Giovanni |

| Nr | Land      | Pos | Namn           |
| -- | --------- | --- | -------------- |
| 2  | Brasilien | F   | Marcos Rocha   |
| 3  | Brasilien | F   | Leonardo Silva |
| 4  | Brasilien | F   | Réver ()       |
| 6  | Brasilien | F   | Júnior César   |
| 14 | Brasilien | F   | Lucas Cândido  |
| 26 | Brasilien | F   | Carlos César   |
| 29 | Brasilien | F   | Michel         |

| Nr | Land      | Pos | Namn           |
| -- | --------- | --- | -------------- |
| 2  | Brasilien | F   | Marcos Rocha   |
| 3  | Brasilien | F   | Leonardo Silva |
| 4  | Brasilien | F   | Réver ()       |
| 6  | Brasilien | F   | Júnior César   |
| 14 | Brasilien | F   | Lucas Cândido  |
| 26 | Brasilien | F   | Carlos César   |
| 29 | Brasilien | F   | Michel         |

| Nr | Land      | Pos | Namn             |
| -- | --------- | --- | ---------------- |
| 5  | Brasilien | MF  | Pierre           |
| 8  | Brasilien | MF  | Leandro Donizete |
| 10 | Brasilien | MF  | Ronaldinho       |
| 15 | Brasilien | MF  | Gilberto Silva   |
| 28 | Brasilien | MF  | Josué            |
| 88 | Brasilien | MF  | Rosinei          |

| Nr | Land      | Pos | Namn             |
| -- | --------- | --- | ---------------- |
| 5  | Brasilien | MF  | Pierre           |
| 8  | Brasilien | MF  | Leandro Donizete |
| 10 | Brasilien | MF  | Ronaldinho       |
| 15 | Brasilien | MF  | Gilberto Silva   |
| 28 | Brasilien | MF  | Josué            |
| 88 | Brasilien | MF  | Rosinei          |

| Nr | Land      | Pos | Namn           |
| -- | --------- | --- | -------------- |
| 7  | Brasilien | A   | Jô             |
| 9  | Brasilien | A   | Diego Tardelli |
| 11 | Brasilien | A   | Fernandinho    |
| 17 | Brasilien | A   | Guilherme      |
| 19 | Brasilien | A   | Alecsandro     |
| 25 | Brasilien | A   | Neto Berola    |
| 27 | Brasilien | A   | Luan           |

| Nr | Land      | Pos | Namn           |
| -- | --------- | --- | -------------- |
| 7  | Brasilien | A   | Jô             |
| 9  | Brasilien | A   | Diego Tardelli |
| 11 | Brasilien | A   | Fernandinho    |
| 17 | Brasilien | A   | Guilherme      |
| 19 | Brasilien | A   | Alecsandro     |
| 25 | Brasilien | A   | Neto Berola    |
| 27 | Brasilien | A   | Luan           |

## Auckland City
Tränare:  Ramón Tribulietx
| Nr | Land        | Pos | Namn            |
| -- | ----------- | --- | --------------- |
| 1  | Nya Zeeland | MV  | Tamati Williams |
| 18 | Nya Zeeland | MV  | Louie Caunter   |
| 24 | Nya Zeeland | MV  | Oliver Sail     |

| Nr | Land        | Pos | Namn            |
| -- | ----------- | --- | --------------- |
| 1  | Nya Zeeland | MV  | Tamati Williams |
| 18 | Nya Zeeland | MV  | Louie Caunter   |
| 24 | Nya Zeeland | MV  | Oliver Sail     |

| Nr | Land        | Pos | Namn             |
| -- | ----------- | --- | ---------------- |
| 3  | Japan       | F   | Takuya Iwata     |
| 5  | Spanien     | F   | Ángel Berlanga   |
| 6  | England     | F   | John Irving      |
| 7  | Nya Zeeland | F   | James Pritchett  |
| 15 | Nya Zeeland | F   | Ivan Vicelich () |
| 17 | Nya Zeeland | F   | Adam McGeorge    |
| 22 | Nya Zeeland | F   | Andrew Milne     |

| Nr | Land        | Pos | Namn             |
| -- | ----------- | --- | ---------------- |
| 3  | Japan       | F   | Takuya Iwata     |
| 5  | Spanien     | F   | Ángel Berlanga   |
| 6  | England     | F   | John Irving      |
| 7  | Nya Zeeland | F   | James Pritchett  |
| 15 | Nya Zeeland | F   | Ivan Vicelich () |
| 17 | Nya Zeeland | F   | Adam McGeorge    |
| 22 | Nya Zeeland | F   | Andrew Milne     |

| Nr | Land        | Pos | Namn                     |
| -- | ----------- | --- | ------------------------ |
| 4  | Kroatien    | MF  | Mario Bilen              |
| 8  | Wales       | MF  | Christopher Bale         |
| 11 | Nya Zeeland | MF  | Daniel Koprivcic         |
| 13 | Nya Zeeland | MF  | Alex Feneridis           |
| 16 | Spanien     | MF  | Cristóbal Márquez Crespo |
| 23 | England     | MF  | Sam Burfoot              |

| Nr | Land        | Pos | Namn                     |
| -- | ----------- | --- | ------------------------ |
| 4  | Kroatien    | MF  | Mario Bilen              |
| 8  | Wales       | MF  | Christopher Bale         |
| 11 | Nya Zeeland | MF  | Daniel Koprivcic         |
| 13 | Nya Zeeland | MF  | Alex Feneridis           |
| 16 | Spanien     | MF  | Cristóbal Márquez Crespo |
| 23 | England     | MF  | Sam Burfoot              |

| Nr | Land             | Pos | Namn           |
| -- | ---------------- | --- | -------------- |
| 9  | England          | A   | Darren White   |
| 10 | Nya Zeeland      | A   | Ryan De Vries  |
| 12 | Fiji             | A   | Roy Krishna    |
| 14 | England          | A   | Adam Dickinson |
| 19 | Papua Nya Guinea | A   | Dawid Browne   |
| 20 | Argentina        | A   | Emiliano Tade  |
| 21 | Nya Zeeland      | A   | Rory Turner    |

| Nr | Land             | Pos | Namn           |
| -- | ---------------- | --- | -------------- |
| 9  | England          | A   | Darren White   |
| 10 | Nya Zeeland      | A   | Ryan De Vries  |
| 12 | Fiji             | A   | Roy Krishna    |
| 14 | England          | A   | Adam Dickinson |
| 19 | Papua Nya Guinea | A   | Dawid Browne   |
| 20 | Argentina        | A   | Emiliano Tade  |
| 21 | Nya Zeeland      | A   | Rory Turner    |

## Bayern München
Tränare:  Pep Guardiola
| Nr | Land     | Pos | Namn         |
| -- | -------- | --- | ------------ |
| 1  | Tyskland | MV  | Manuel Neuer |
| 22 | Tyskland | MV  | Tom Starke   |
| 32 | Tyskland | MV  | Lukas Raeder |

| Nr | Land     | Pos | Namn         |
| -- | -------- | --- | ------------ |
| 1  | Tyskland | MV  | Manuel Neuer |
| 22 | Tyskland | MV  | Tom Starke   |
| 32 | Tyskland | MV  | Lukas Raeder |

| Nr | Land      | Pos | Namn              |
| -- | --------- | --- | ----------------- |
| 4  | Brasilien | F   | Dante             |
| 5  | Belgien   | F   | Daniel Van Buyten |
| 13 | Brasilien | F   | Rafinha           |
| 15 | Tyskland  | F   | Jan Kirchhoff     |
| 17 | Tyskland  | F   | Jérôme Boateng    |
| 21 | Tyskland  | F   | Philipp Lahm ()   |
| 27 | Österrike | F   | David Alaba       |
| 26 | Tyskland  | F   | Diego Contento    |

| Nr | Land      | Pos | Namn              |
| -- | --------- | --- | ----------------- |
| 4  | Brasilien | F   | Dante             |
| 5  | Belgien   | F   | Daniel Van Buyten |
| 13 | Brasilien | F   | Rafinha           |
| 15 | Tyskland  | F   | Jan Kirchhoff     |
| 17 | Tyskland  | F   | Jérôme Boateng    |
| 21 | Tyskland  | F   | Philipp Lahm ()   |
| 27 | Österrike | F   | David Alaba       |
| 26 | Tyskland  | F   | Diego Contento    |

| Nr | Land          | Pos | Namn             |
| -- | ------------- | --- | ---------------- |
| 6  | Spanien       | MF  | Thiago Alcántara |
| 7  | Frankrike     | MF  | Franck Ribéry    |
| 8  | Spanien       | MF  | Javi Martínez    |
| 10 | Nederländerna | MF  | Arjen Robben     |
| 11 | Schweiz       | MF  | Xherdan Shaqiri  |
| 19 | Tyskland      | MF  | Mario Götze      |
| 23 | Tyskland      | MF  | Mitchell Weiser  |
| 34 | Danmark       | MF  | Pierre Højbjerg  |
| 39 | Tyskland      | MF  | Toni Kroos       |

| Nr | Land          | Pos | Namn             |
| -- | ------------- | --- | ---------------- |
| 6  | Spanien       | MF  | Thiago Alcántara |
| 7  | Frankrike     | MF  | Franck Ribéry    |
| 8  | Spanien       | MF  | Javi Martínez    |
| 10 | Nederländerna | MF  | Arjen Robben     |
| 11 | Schweiz       | MF  | Xherdan Shaqiri  |
| 19 | Tyskland      | MF  | Mario Götze      |
| 23 | Tyskland      | MF  | Mitchell Weiser  |
| 34 | Danmark       | MF  | Pierre Højbjerg  |
| 39 | Tyskland      | MF  | Toni Kroos       |

| Nr | Land     | Pos | Namn            |
| -- | -------- | --- | --------------- |
| 9  | Kroatien | A   | Mario Mandžukić |
| 14 | Peru     | A   | Claudio Pizarro |
| 25 | Tyskland | A   | Thomas Müller   |

| Nr | Land     | Pos | Namn            |
| -- | -------- | --- | --------------- |
| 9  | Kroatien | A   | Mario Mandžukić |
| 14 | Peru     | A   | Claudio Pizarro |
| 25 | Tyskland | A   | Thomas Müller   |

## Guangzhou Evergrande
Tränare:  Marcello Lippi
| Nr | Land | Pos | Namn       |
| -- | ---- | --- | ---------- |
| 1  | Kina | MV  | Yang Jun   |
| 19 | Kina | MV  | Zeng Cheng |
| 22 | Kina | MV  | Li Shuai   |

| Nr | Land | Pos | Namn       |
| -- | ---- | --- | ---------- |
| 1  | Kina | MV  | Yang Jun   |
| 19 | Kina | MV  | Zeng Cheng |
| 22 | Kina | MV  | Li Shuai   |

| Nr | Land     | Pos | Namn           |
| -- | -------- | --- | -------------- |
| 3  | Kina     | F   | Yi Teng        |
| 4  | Kina     | F   | Zhao Peng      |
| 5  | Kina     | F   | Zhang Linpeng  |
| 6  | Kina     | F   | Feng Xiaoting  |
| 28 | Sydkorea | F   | Kim Young-Gwon |
| 32 | Kina     | F   | Sun Xiang      |
| 33 | Kina     | F   | Rong Hao       |

| Nr | Land     | Pos | Namn           |
| -- | -------- | --- | -------------- |
| 3  | Kina     | F   | Yi Teng        |
| 4  | Kina     | F   | Zhao Peng      |
| 5  | Kina     | F   | Zhang Linpeng  |
| 6  | Kina     | F   | Feng Xiaoting  |
| 28 | Sydkorea | F   | Kim Young-Gwon |
| 32 | Kina     | F   | Sun Xiang      |
| 33 | Kina     | F   | Rong Hao       |

| Nr | Land      | Pos | Namn          |
| -- | --------- | --- | ------------- |
| 7  | Kina      | MF  | Feng Junyan   |
| 8  | Kina      | MF  | Qin Sheng     |
| 9  | Brasilien | MF  | Elkeson       |
| 10 | Kina      | MF  | Zheng Zhi ()  |
| 14 | Kina      | MF  | Feng Renliang |
| 15 | Argentina | MF  | Darío Conca   |
| 16 | Kina      | MF  | Huang Bowen   |
| 37 | Kina      | MF  | Zhao Xuri     |

| Nr | Land      | Pos | Namn          |
| -- | --------- | --- | ------------- |
| 7  | Kina      | MF  | Feng Junyan   |
| 8  | Kina      | MF  | Qin Sheng     |
| 9  | Brasilien | MF  | Elkeson       |
| 10 | Kina      | MF  | Zheng Zhi ()  |
| 14 | Kina      | MF  | Feng Renliang |
| 15 | Argentina | MF  | Darío Conca   |
| 16 | Kina      | MF  | Huang Bowen   |
| 37 | Kina      | MF  | Zhao Xuri     |

| Nr | Land      | Pos | Namn           |
| -- | --------- | --- | -------------- |
| 11 | Brasilien | A   | Muriqui        |
| 29 | Kina      | A   | Gao Lin        |
| 30 | Kina      | A   | Yang Chaosheng |
| 34 | Kina      | A   | Hu Weiwei      |

| Nr | Land      | Pos | Namn           |
| -- | --------- | --- | -------------- |
| 11 | Brasilien | A   | Muriqui        |
| 29 | Kina      | A   | Gao Lin        |
| 30 | Kina      | A   | Yang Chaosheng |
| 34 | Kina      | A   | Hu Weiwei      |

## Monterrey
Tränare:  José Guadalupe Cruz
| Nr | Land   | Pos | Namn                |
| -- | ------ | --- | ------------------- |
| 1  | Mexiko | MV  | Jonathan Orozco     |
| 12 | Mexiko | MV  | Luis Cárdenas       |
| 23 | Mexiko | MV  | Juan de Dios Ibarra |

| Nr | Land   | Pos | Namn                |
| -- | ------ | --- | ------------------- |
| 1  | Mexiko | MV  | Jonathan Orozco     |
| 12 | Mexiko | MV  | Luis Cárdenas       |
| 23 | Mexiko | MV  | Juan de Dios Ibarra |

| Nr | Land      | Pos | Namn                  |
| -- | --------- | --- | --------------------- |
| 2  | Mexiko    | F   | Severo Meza           |
| 3  | Mexiko    | F   | Leobardo López        |
| 4  | Mexiko    | F   | Ricardo Osorio        |
| 5  | Mexiko    | F   | Dárvin Chávez         |
| 6  | Mexiko    | F   | Efraín Juárez         |
| 13 | Mexiko    | F   | Oscar García          |
| 14 | Mexiko    | F   | Alejandro García      |
| 15 | Argentina | F   | José María Basanta () |
| 20 | Mexiko    | F   | Carlos Acosta         |
| 22 | Mexiko    | F   | Bernardo Hernández    |

| Nr | Land      | Pos | Namn                  |
| -- | --------- | --- | --------------------- |
| 2  | Mexiko    | F   | Severo Meza           |
| 3  | Mexiko    | F   | Leobardo López        |
| 4  | Mexiko    | F   | Ricardo Osorio        |
| 5  | Mexiko    | F   | Dárvin Chávez         |
| 6  | Mexiko    | F   | Efraín Juárez         |
| 13 | Mexiko    | F   | Oscar García          |
| 14 | Mexiko    | F   | Alejandro García      |
| 15 | Argentina | F   | José María Basanta () |
| 20 | Mexiko    | F   | Carlos Acosta         |
| 22 | Mexiko    | F   | Bernardo Hernández    |

| Nr | Land      | Pos | Namn           |
| -- | --------- | --- | -------------- |
| 7  | Brasilien | MF  | Lucas Silva    |
| 16 | Mexiko    | MF  | Marcelo Gracia |
| 17 | Mexiko    | MF  | Jesús Zavala   |
| 18 | Argentina | MF  | Neri Cardozo   |
| 21 | Mexiko    | MF  | Gerardo Moreno |
| 27 | Mexiko    | MF  | Omar Arellano  |

| Nr | Land      | Pos | Namn           |
| -- | --------- | --- | -------------- |
| 7  | Brasilien | MF  | Lucas Silva    |
| 16 | Mexiko    | MF  | Marcelo Gracia |
| 17 | Mexiko    | MF  | Jesús Zavala   |
| 18 | Argentina | MF  | Neri Cardozo   |
| 21 | Mexiko    | MF  | Gerardo Moreno |
| 27 | Mexiko    | MF  | Omar Arellano  |

| Nr | Land      | Pos | Namn               |
| -- | --------- | --- | ------------------ |
| 9  | Ecuador   | A   | Marlon de Jesús    |
| 11 | Mexiko    | A   | Guillermo Madrigal |
| 19 | Argentina | A   | César Delgado      |
| 26 | Chile     | A   | Humberto Suazo     |

| Nr | Land      | Pos | Namn               |
| -- | --------- | --- | ------------------ |
| 9  | Ecuador   | A   | Marlon de Jesús    |
| 11 | Mexiko    | A   | Guillermo Madrigal |
| 19 | Argentina | A   | César Delgado      |
| 26 | Chile     | A   | Humberto Suazo     |

## Raja Casablanca
Tränare:  Faouzi Benzarti
| Nr | Land    | Pos | Namn           |
| -- | ------- | --- | -------------- |
| 1  | Marocko | MV  | Yassine El Had |
| 37 | Marocko | MV  | Brahim Zaari   |
| 61 | Marocko | MV  | Khalid Askri   |

| Nr | Land    | Pos | Namn           |
| -- | ------- | --- | -------------- |
| 1  | Marocko | MV  | Yassine El Had |
| 37 | Marocko | MV  | Brahim Zaari   |
| 61 | Marocko | MV  | Khalid Askri   |

| Nr | Land    | Pos | Namn               |
| -- | ------- | --- | ------------------ |
| 3  | Marocko | F   | Zakaria El Hachimi |
| 4  | Marocko | F   | Ahmed Rahmani      |
| 16 | Marocko | F   | Mohamed Oulhaj     |
| 17 | Marocko | F   | Rachid Soulaimani  |
| 21 | Marocko | F   | Adil Kerrouchy     |
| 27 | Marocko | F   | Ismail Benlamalem  |
| 31 | Mali    | F   | Idrissa Coulibaly  |

| Nr | Land    | Pos | Namn               |
| -- | ------- | --- | ------------------ |
| 3  | Marocko | F   | Zakaria El Hachimi |
| 4  | Marocko | F   | Ahmed Rahmani      |
| 16 | Marocko | F   | Mohamed Oulhaj     |
| 17 | Marocko | F   | Rachid Soulaimani  |
| 21 | Marocko | F   | Adil Kerrouchy     |
| 27 | Marocko | F   | Ismail Benlamalem  |
| 31 | Mali    | F   | Idrissa Coulibaly  |

| Nr | Land                         | Pos | Namn                  |
| -- | ---------------------------- | --- | --------------------- |
| 5  | Marocko                      | MF  | Mouhcine Moutouali () |
| 7  | Kongo-Kinshasa               | MF  | Déo Kanda             |
| 8  | Marocko                      | MF  | Chemseddine Chtibi    |
| 18 | Marocko                      | MF  | Abdelilah Hafidi      |
| 24 | Centralafrikanska republiken | MF  | Vianney Mabidé        |
| 26 | Marocko                      | MF  | Ismail Kouchame       |
| 28 | Elfenbenskusten              | MF  | Kouko Guehi           |
| 30 | Marocko                      | MF  | Redouane Dardouri     |
| 99 | Marocko                      | MF  | Issam Erraki          |

| Nr | Land                         | Pos | Namn                  |
| -- | ---------------------------- | --- | --------------------- |
| 5  | Marocko                      | MF  | Mouhcine Moutouali () |
| 7  | Kongo-Kinshasa               | MF  | Déo Kanda             |
| 8  | Marocko                      | MF  | Chemseddine Chtibi    |
| 18 | Marocko                      | MF  | Abdelilah Hafidi      |
| 24 | Centralafrikanska republiken | MF  | Vianney Mabidé        |
| 26 | Marocko                      | MF  | Ismail Kouchame       |
| 28 | Elfenbenskusten              | MF  | Kouko Guehi           |
| 30 | Marocko                      | MF  | Redouane Dardouri     |
| 99 | Marocko                      | MF  | Issam Erraki          |

| Nr | Land    | Pos | Namn             |
| -- | ------- | --- | ---------------- |
| 9  | Marocko | A   | Abdelmajid Dine  |
| 10 | Marocko | A   | Badr Kachani     |
| 20 | Marocko | A   | Mouhssine Iajour |
| 25 | Marocko | A   | Yassine Salhi    |

| Nr | Land    | Pos | Namn             |
| -- | ------- | --- | ---------------- |
| 9  | Marocko | A   | Abdelmajid Dine  |
| 10 | Marocko | A   | Badr Kachani     |
| 20 | Marocko | A   | Mouhssine Iajour |
| 25 | Marocko | A   | Yassine Salhi    |